# Iota Bootis
ι Bootis (Iota Bootis, Aussprache: Bo-otes, kurz ι Boo, historischer Eigenname Asellus Secundus, lat. zweites Eselchen) ist ein ca. 96 Lichtjahre entfernter Stern im Sternbild Bärenhüter.
ι Bootis ist ein weiter Doppelstern (Winkelabstand 38,6"), der schon im Fernglas zu trennen ist. Der Hauptstern hat eine scheinbare Helligkeit von 4,75 mag und gehört der Spektralklasse A9 V an, der Begleiter hat eine Helligkeit von 8,27 mag und gehört der Spektralklasse A2 an.
ι Bootis befindet sich – mit den engen Nachbarsternen θ und κ Bootis (Asellus Primus und Asellus Tertius) am Nordrand des Sternbildes, nahe bei der Deichsel des Großen Wagens.
Siehe auch: Asellus Borealis und Asellus Australis (Sternbild Krebs)